# Famille du Bouchet de Sourches
 (juillet 2024).
Si vous disposez d'ouvrages ou d'articles de référence ou si vous connaissez des sites web de qualité traitant du thème abordé ici, merci de compléter l'article en donnant les références utiles à sa vérifiabilité et en les liant à la section « Notes et références ».
La famille du Bouchet de Sourches est une famille d'extraction noble, originaire du Maine, connue depuis le XVe siècle et éteinte en 1845 avec Olivier du Bouchet de Sourches, duc de Tourzel. 
Elle a compté parmi ses membres une lignée de prévôt de l'hôtel du roi et de grand prévôt de France, charges réunies.
Elle a porté les titres de marquis de Sourches (cf. Château de Sourches à St-Symphorien ; et Tennie), comte de Montsoreau (cf. Château de Montsoreau à Montsoreau), marquis puis duc de Tourzel.

## Histoire

### Grands prévôts de France
De 1643 à 1789, les charges de prévôt de l'hôtel du roi et de Grand prévôt de France, réunies en la même personne, se transmirent de père en fils dans la famille de Sourches.

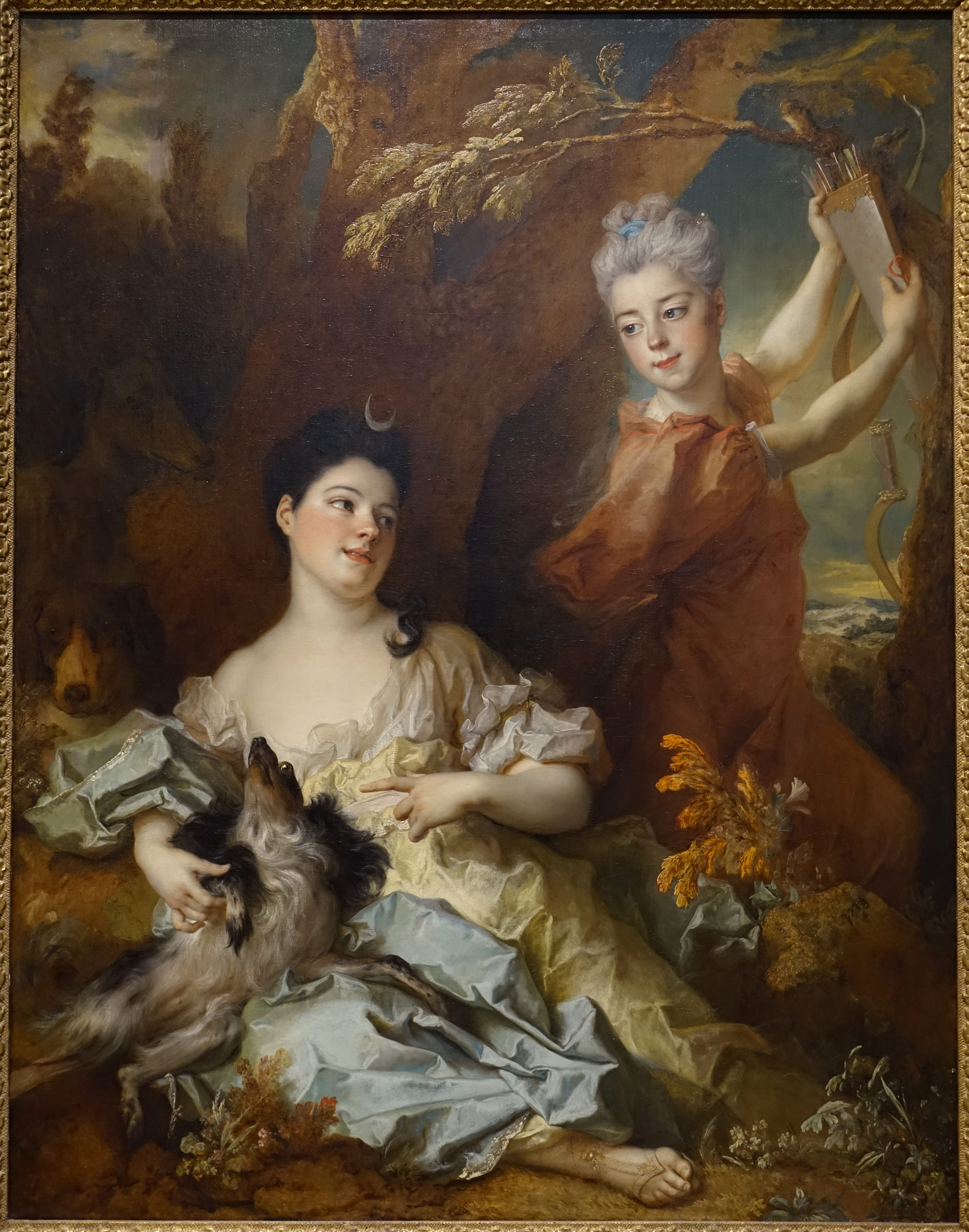
La Comtesse de Montsoreau
et sa sœur, 1714
par Nicolas de Largillierre
Dallas Museum of Art

Jean du Bouchet, en faveur de qui la baronnie de Sourches fut érigée en marquisat, fut nommé prévôt de l’hôtel et grand prévôt de France le 17 décembre 1643. Il obtint la survivance de cette charge pour son fils, le 15 septembre 1649. Celui-ci, Louis-François du Bouchet, marquis de Sourches, prit le relais après la démission de son père, le 23 août 1664. Il a laissé sur le règne de Louis XIV des Mémoires, publiés en 13 volumes, chez Hachette, à la fin du XIXe siècle. Il mourut le 4 mars 1716, après avoir transmis sa charge à son fils, Louis du Bouchet (1666-1746), marquis de Sourches et de Bellay, comte de Montsoreau.
Le fils aîné de ce dernier, prénommé aussi Louis (né en 1711) reçut la survivance de la charge de son père en 1719. Il lui succéda après sa mort et se trouvait encore en fonction en 1788. 
Son fils, le marquis de Tourzel, avait reçu la survivance de sa charge en 1771, mais il meurt avant son père en 1786, d'un accident de chasse : 
- 1643-1664 : Jean du Bouchet de Sourches (†1677), 1er marquis de Sourches
- 1664-1714 : Louis François du Bouchet de Sourches (1645-1716), 2e marquis de Sourches, comte de Montsoreau, colonel du régiment de Sourches (1695-1698)
- 1714-1746 : Louis Ier du Bouchet de Sourches (1666-1746), marquis de Sourches, comte de Montsoreau, colonel du régiment de Périgueux (1690-1698).
- 1746-1788 : Louis II du Bouchet de Sourches (1711-1788), marquis de Sourches, comte de Montsoreau
- 1788-1791 : Charles Louis Yves du Bouchet de Sourches (1768-1815), marquis de Tourzel, comte de Montsoreau.

### Marquis et duc de Tourzel
La famille de Tourzel était une famille d’extraction noble. L'une de ses dernières descendantes Marie-Marguerite de Tourzel d'Alègre (1688-1752), fille d'Yves d'Alègre, marquis de Tourzel, maréchal de France, connue comme « la comtesse de Rupelmonde », ayant survécu à son fils unique, légua le marquisat de Tourzel aux enfants de sa sœur cadette Marie Emmanuelle de Tourzel d'Allègre (1692-1756) qui avait épousé le maréchal de Maillebois. Le marquisat de Tourzel fut ainsi recueilli en 1752 par le petit-fils de celle-ci, Louis Emmanuel (1742-1755), premier marquis de Tourzel dans la famille du Bouchet de Sourches.
- 1752-1755 : Louis Emmanuel du Bouchet de Sourches (1742-1755) ;
- 1755-1786 : Louis François du Bouchet de Sourches (1744-1786), frère du précédent, marié en 1764 avec Louise Elisabeth de Croÿ d'Havré (1749-1832), gouvernante des enfants de France, que Louis XVIII fait en 1816  duchesse de Tourzel ;
- 1786-1815 : Charles Louis Yves du Bouchet de Sourches (1768-1815), fils des précédents, marié en 1796 avec Augustine Eléonore de Pons ;
- 1815-1845 : Olivier Henri Charles Roger du Bouchet de Sourches (v. 1797-1845), fils des précédents, premier et dernier duc de Tourzel après la mort de sa grand-mère, en 1832.

## Personnalités
- Louis François du Bouchet de Sourches (1645-1716), marquis de Sourches, grand prévôt de France, gouverneur du Maine et du Perche en 1670. Célèbre mémorialiste.
- Jean-Louis du Bouchet de Sourches (1669-1748), évêque de Dol.
- Louis II du Bouchet de Sourches (1711-1788), marquis de Sourches, comte de Montsoreau, grand prévôt de France, lieutenant général des armées du roi (1748), chevalier de l'ordre du Saint-Esprit (1773).
- Louis François du Bouchet de Sourches (1744-1786), comte de Sourches, marquis de Tourzel, chevalier de Malte.

## Filiation
Honorat du Bouchet, baron de Sourches épouse Catherine Hurault († 12 décembre 1633), fille d'Anne Hurault, baron d'Huriel et seigneur de Précy et seigneur de Vibraye (tué en 1586) et de Louise de Harville. 
Leur fils, Jean II du Bouchet, Baron de Sourches, épouse Marie Nevelet. 
Leur fils, Louis François du Bouchet, marquis de Sourches, épouse Marie Geneviève de Chambes, comtesse de Montsoreau. 
Leur fils, Louis Ier du Bouchet, marquis de Sourches et de Bellay, comte de Montsoreau, épouse (1706) Jeanne Agnès Thérèse Pocholles du Hamel.
```
 
Louis François
 (
1645
-
1716
), marquis de Sourches, fils de Jean II du Bouchet, baron de Sourches, et de Marie Nevelet
 x (
1664
) Marie Geneviève de Chambes, comtesse de 
Montsoreau

 │
 ├──> 
Louis 
I
er
 (
1666
-
1746
), marquis de Sourches et de Bellay, comte de Montsoreau
 │    x (
1706
) Jeanne Agnès Thérèse Pocholles du Hamel
 │    │
 │    └──> 
Louis II
 (
1711
-
1788
), marquis de Sourches, comte de Montsoreau
 │         │
 │         x (1) (
1730
) Charlotte Antoinette de Gontaut-Biron (†
1740
)
 │         │  │
 │         │  ├──> Louise Antonine (
1733
-
1761
)
 │         │  │    x (
1745
) Philippe Joseph Alexandre Le Vasseur de Guermonval, marquis d'Esquelbecq
 │         │  │
 │         │  ├──> Armande Ursule (
1734
-
1768
)
 │         │  │    x (
1752
) Louis François René, comte de Virieu
 │         │  │       
 │         │  └──> Marie Louise Victoire (
1739
-
1794
)
 │         │       x (
1765
) 
Joseph-Florent, marquis de Vallière
 (
1717
-
1776
)
 │         │
 │         x (2) (
1741
) Marguerite Henriette Desmarets de Maillebois (
1721
-
1783
)
 │            │
 │            ├──> 
Louis Emmanuel
 (
1742
-
1755
), marquis de Tourzel
 │            │ 
 │            ├──> 
Louis François
 (
1744
-
1786
), comte de Sourches, marquis de Tourzel
 │            │    x (
1764
) 
Louise Élisabeth Félicité de Croy d'Havré
 (
1749
-
1832
), duchesse de Tourzel (
1816
)
 │            │    │ 
 │            │    ├──> Henriette Adélaïde Joséphine (
1765
-
1837
)
 │            │    │    x (
1783
) Armand Joseph de Béthune, duc de Charost
 │            │    │
 │            │    ├──> Anne Louise Joséphine (
1767
-
1794
)
 │            │    │    x (
1785
) Pierre François Balthazar, comte de Sainte-Aldegonde (†
1838
)
 │            │    │
 │            │    ├──> 
Charles Louis Yves
 (
1768
-
1815
), marquis de Tourzel
 │            │    │    x (
1796
) Augustine Éléonore de Pons (
1775
-
1843
)
 │            │    │    │
 │            │    │    ├──> 
Olivier Henri Charles Roger
 (v. 
1797
-
1845
), duc de Tourzel
 │            │    │    │    x Anastasie de Crussol d'Uzès (
1809
-
1838
)
 │            │    │    │    
 │            │    │    ├──> Augustine Frédérique Joséphine (
1798
-
1870
)
 │            │    │    │    x (
1817
) 
Amédée François Régis de Pérusse des Cars
 (
1790
-
1868
), 
2
e
 
duc
 des Cars
 │            │    │    │                 
V. 
Maison de Pérusse des Cars

 │            │    │    │
 │            │    │    ├──> Émilie Léonie (
1803
-
1844
)
 │            │    │    │    x (
1823
) Émeric Laurent Paul Guy de Durfort-Civrac (
1802
-
1879
), duc de Lorge
 │            │    │    │                 
V. 
Famille de Durfort

 │            │    │    │
 │            │    │    └──> Anne Hélène Aldegonde
 │            │    │         x (
1830
) Louis Marie 
Paul
 Vogt (
1804
-
1892
), comte d'Hunolstein
 │            │    │
 │            │    ├──> Joséphine Marie Madeleine Catherine (
1769
-
1838
)
 │            │    │    x (
1788
) Louis Charles de Sainte-Aldegonde, marquis de Colomberg
 │            │    │
 │            │    └──> 
Marie Charlotte 
Pauline
 Joséphine
 (
1771
-
1839
)
 │            │         x (
1797
) Alexandre Léon Luce 
de Galard
, marquis de Brassac, comte de Béarn
 │            │
 │            ├──> 
Yves Marie
 (
1749
-
1818
), comte de Montsoreau
 │            │    x Marie Charlotte Françoise Lallement de Nantouillet (
1760
-
1818
)
 │            │    │
 │            │    ├──> Henriette Marie Félicité (
1780
-
1856
)
 │            │    │    x (
1814
)  
Pierre Louis Jean Casimir de Blacas d’Aulps
 (
1771
-
1839
), 
1
er
 
duc
 de Blacas
 │            │    │
 │            │    └──> Albertine (
1782
-
1848
)
 │            │         x (
1802
) 
Pierre-Louis-Auguste Ferron
 (
1777
-
1842
), comte de La Ferronays
 │            │
 │            └──> Jeanne Madeleine Thérèse (
1743
-
1765
)
 │                 x (
1763
) 
Melchior 
Cérice
 François de Vogüé
 (
1732
-
1812
), marquis de Vogüé
 │                              
V. 
Famille de Vogüé

 │
 └──> Marie Louise (
1665
-
1749
)
      x Louis Colbert (
1667
-
1714
), comte de Linières
        
V. 
Famille Colbert
```

## Demeures
- Château de Montsoreau à Montsoreau (Maine-et-Loire)
- Château de Sourches à Saint-Symphorien (Sarthe)
- Château d'Abondant à Abondant (Eure-et-Loir)
- Château du Jonchet à Romilly-sur-Aigre (Eure-et-Loir)

### Fonds d'archives
Les papiers personnels de la famille du Bouchet de Sourches sont conservés aux Archives nationales sous la cote 121AP (Archives nationales).